# Урчукская волость
Урчу́кская во́лость — административно-территориальная единица в составе Евпаторийского уезда Таврической губернии. Образована 8 (20) октября 1802 года, в основном, из деревень бывшего Козловского кадылыка Козловского каймаканства.
Располагалась на западе центральной части Крыма, в степной зоне полуострова. Занимала северо-восточную часть Евпаторийского уезда (территориально — юг современного Первомайского района и север восточной части Сакского). Население волости на апрель 1806 года размещалось в 46 деревнях и составляло 4 112 человек, при абсолютном большинстве крымских татар. Была одной из самых малонаселённых волостей губернии, лишь в одной деревне — волостном центре Урчук числилось свыше 200 жителей.

## Состав и население волости на апрель1806 года
После реформы волостного деления 1829 года, согласно «Ведомости о казённых волостях Таврической губернии 1829 года», в составе произошли некоторые изменения. Деревня Кушра Котур либо записана неузнаваемо, либо не учтена вовсе; не записан Булгак, хотя в дальнейших документах он фигурирует — возможно, это Бурлюк из «Ведомости…»; Ойджурчи получил более правильное название и записан как Джурчи, а Ой-Аджи-Атман записан, как Какаджи-Атман. Несколько деревень в составе волости появляются впервые:
- Аккую-Битак
- Байгельды
- Джага-Кущи

Число поселений возросло до 48. Волость просуществовала до земской реформы Александра II 1860-х годов, после которой деревни были переданы в основном в Абузларскую и, частично, в Сакскую волости.